# Archaeoceratops
Az Archaeoceratops oshimai a hüllők (Reptilia) osztályának dinoszauruszok csoportjába, ezen belül a madármedencéjűek (Ornithischia) rendjébe, a Cerapoda alrendjébe és a Archaeoceratopsidae családjába tartozó faj.
Az Archaeoceratops egy ősi neoceratopsia dinoszaurusz volt, amely Kína észak-középi részén élt. Úgy tűnik, hogy két lábon járó állat volt, hossza körülbelül 1 méter lehetett, de a feje feltűnően nagy volt. Eltérően a későbbi ceratopsia fajtól, az Archaeoceratopsnak nem volt szarva, csak egy kis gallérja, amely a feje hátsó részéből nőtt ki.

## Felfedezése
Két példányt találtak a Xinminbao csoportban, amely a Mazong Shanhoz tartozó Gongpoquan medencében van. A medence a Kanszu tartományban helyezkedik el. A típusfajnak, Archaeoceratops oshimai, Dong Zhiming és Azuma adtak nevet, 1997-ben. Ez az első ősi neoceratopsia, amelyet a környéken fedeztek fel.
A típusfaj, IVPPV11114, egy félig teljes csontvázból áll. Ennek a példánynak megvan a koponyája, csigolyák a farokból, a medencecsont és nagy része, egy hátsó lábának. A második példány, IVPPV11115, egy hiányos csontvázból áll, amelyben megvan a farok, egy fél hátsó comb és egy teljes lábfej. A második példány valamivel kisebb, mint az első.

## Rendszerezése
Az Archaeoceratops a ceratopsziákhoz tartozott, ezek növényevő dinoszauruszok voltak, amelyeknek papagájszerű csőrük volt. Észak-Amerikában és Ázsiában sok fajuk élt a kréta korban. 1997-ben, Dong és Azuma egy új családba helyezte, az Archaeoceratopsidae családba.

## Életmódja
Az Archaeoceratops, mint minden ceratopszia, növényevő volt. A kréta korban még ritkák voltak a virágos növények, úgyhogy az állat valószínűleg a korabeli bőséges növényzettel táplálkozott, mint amilyenek a páfrányok, cikászok és fenyőfélék voltak. A ceratopszia éles csőrét használta, hogy harapjon a levelekből és tüskékből.